# Pylopulmonata
Pylopulmonata zijn  een superorde van weekdieren uit de klasse van de Gastropoda (slakken).

## Superfamilies
- Amphiboloidea Gray, 1840
- Glacidorboidea Ponder, 1986
- Pyramidelloidea Gray, 1840